# Свобода (1914 – 1917)
Вижте пояснителната страница за други значения на Свобода.
„Свобода“ е български вестник, излизал от 1914 до 1917 година в Чикаго, САЩ.
| Годишнина | Броеве   | Дата                              |
| --------- | -------- | --------------------------------- |
| I         | 1 - 52   | януари 1914 – декември 1914       |
| II        | 52 - 111 | 16 декември 1914 – 31 август 1915 |

Вестникът е замислен на учредителния конгрес на Македоно-българския народен съюз. Предложени са три названия „Автономна Македония“, „Целокупна България“ и „Свобода“ и е решено да се закупи нова печатарска машина за 10 000 долара. Вестникът започва да излиза в началото на 1914 година като ежедневник, като редактори са му Жеко Банев и Тодор Калев. От брой № 57 „Свобода“ излиза два пъти седмично. До 1 януари 1915 година излизат 111 броя. Поддържа идеята за Автономия на Македония. През есента на 1917 година с разтурянето на Македоно-българския народен съюз „Свобода“ престава да излиза, а печатницата е конфискувана от кредиторите.